# Стромболи (јело)
Стромболи (енгл. Stromboli) је врста пецива пуњеног разним италијанским сиревима (обично моцарелом) и обично италијанским нареском (обично саламом) или поврћем, који се служи врућ. Тесто је или за хлеб или тесто за пицу. Стромболи је италијанско-америчко јело изумљено у области Филаделфије средином 20. века.  Име јела је преузето од вулканског острва код обале Сицилије.
Стромболи је сличан калцонеу, а јела се понекад мешају.  За разлику од калцона, који су увек пуњени и пресавијени у облику полумесеца, стромболи се обично увија у цилиндар, а понекад може садржати танак слој парадајз соса са унутрашње стране. 

## Припрема
Многе америчке пицерије служе стромболи користећи тесто за пицу које је пресавијено на пола са филом, слично калцонеу у облику полумесеца. У другим објектима, стромболи се прави од теста квадратног облика које се може прелити било којим додацима за пицу, а затим се увија у цилиндрични облик ролата и пече. Друге варијације укључују додавање соса за пицу или пржење у дубоком уљу, на сличан начин као код панцерота. 

## Порекло
Постоји неколико тврдњи у вези са пореклом употребе имена стромболи у Сједињеним Државама.
Тврди се да је први пут употребљено 1950. у Есингтону, недалеко од Филаделфије, љубазношћу Назарена Романа, италијанског имигранта. Власник пицерије је експериментисао са „пуњеном пицом“, и додао је шунку, котекино, сир и паприке у џеп од теста за хлеб. Његов будући зет је предложио да га назове по недавно објављеном филму Стромболи, познатом по афери између удате глумице Ингрид Бергман и ожењеног редитеља Роберта Роселинија, што је резултирало дететом из љубави.